# Saxifraga portosanctana
Saxifraga portosanctana är en stenbräckeväxtart som beskrevs av Pierre Edmond Boissier. Saxifraga portosanctana ingår i Bräckesläktet som ingår i familjen stenbräckeväxter. Inga underarter finns listade i Catalogue of Life.

## Bildgalleri

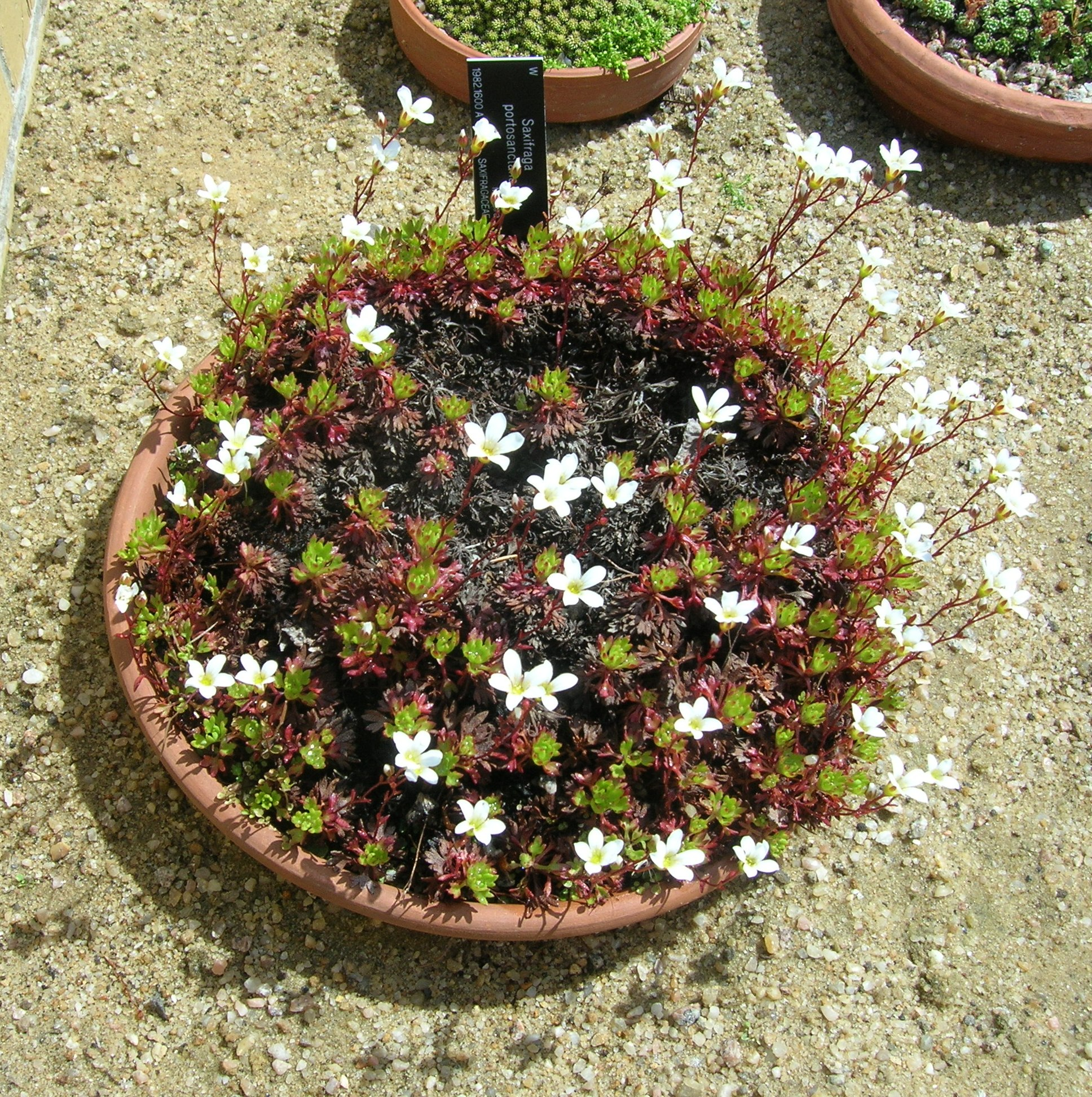
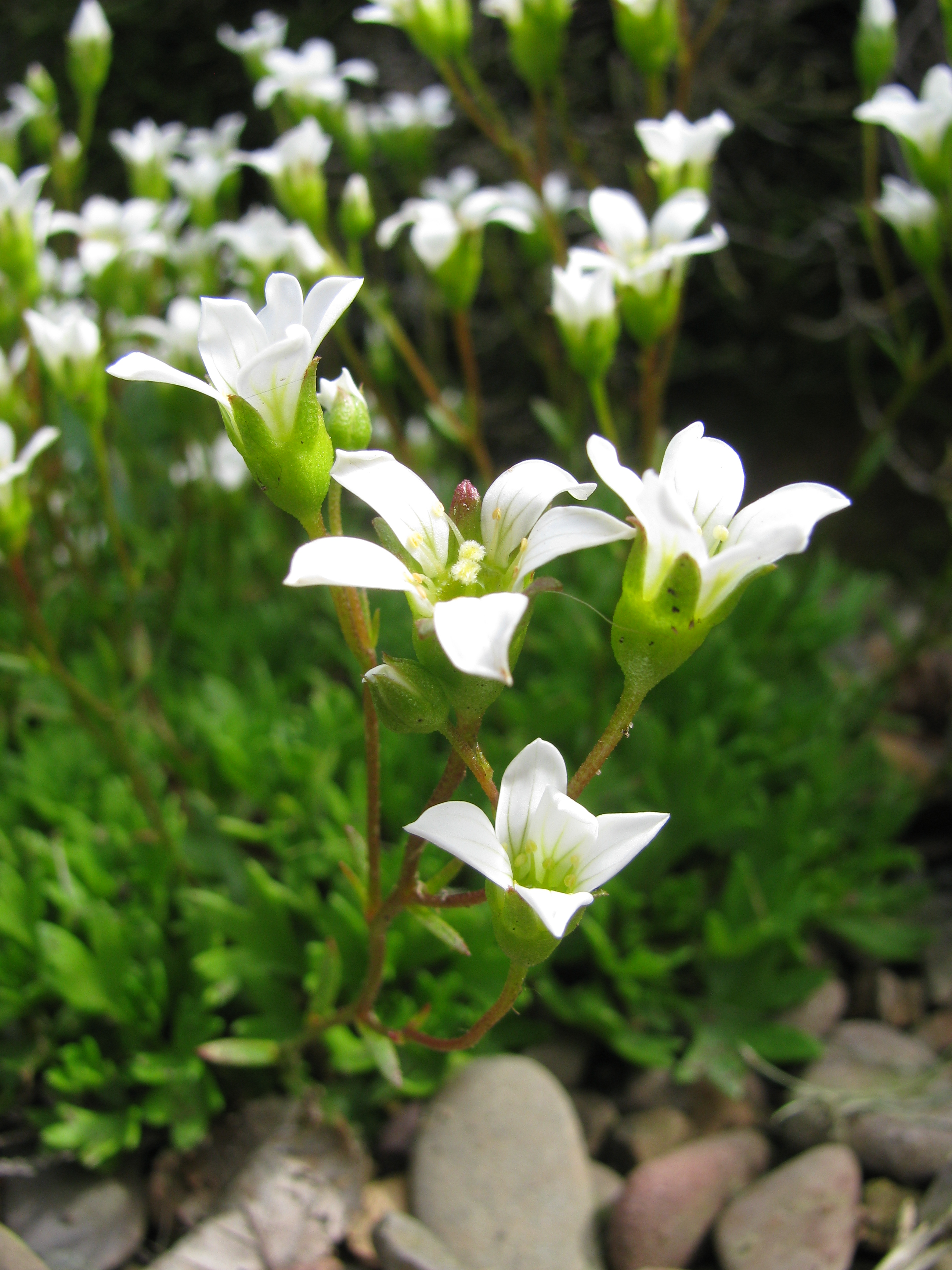
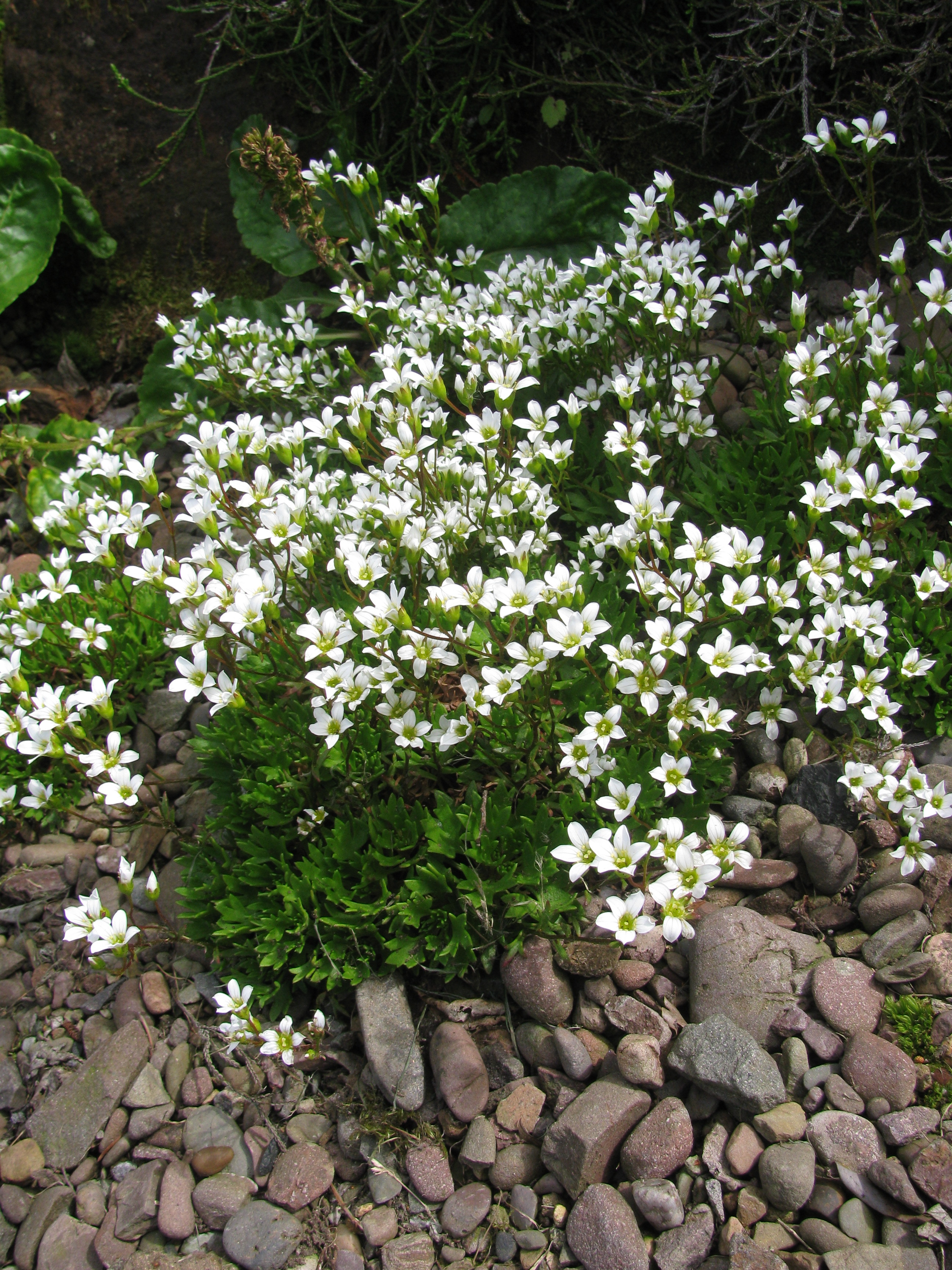